# إليزابيث بنتلي
إليزابيث بنتلي (بالإنجليزية: Elizabeth Bentley)‏ هي جاسوسة أمريكية، ولدت في 1908 في ميلفورد في الولايات المتحدة، وتوفيت في 3 ديسمبر 1963 في نيو هيفن في الولايات المتحدة بسبب سرطان.